# دریاچه هیلیر
دریاچه هیلیر (انگلیسی: Lake Hillier) نام یک دریاچه آب شور در لبه جزیره میدل در نزدیکی ساحل جنوبی استرالیای غربی است. این دریاچه به خاطر داشتن رنگ صورتی معروف است و یک ساحل باریک و بلند آن را از اقیانوس منجمد جنوبی جدا می‌کند.           
در ۱۵ ژانویه ۱۸۰۲، ناوبر و نقشه‌کشی به نام کاپیتان متیو فلیندرز برای اولین بار این جزیره را دید.